# Euplectromorpha flava
Euplectromorpha flava är en stekelart som beskrevs av Girault 1913. Euplectromorpha flava ingår i släktet Euplectromorpha och familjen finglanssteklar. Inga underarter finns listade i Catalogue of Life.